# Vicariat apostolique de Pucallpa
Le vicariat apostolique de Pucallpa (en latin : Vicariatus Apostolicus Pucallpaënsis ; en espagnol : Vicariato apostólico de Pucallpa) est un vicariat apostolique de l'Église catholique du Pérou directement soumis au Saint-Siège.

## Territoire
Il comprend les provinces de Coronel Portillo, Padre Abad et une partie de la province d'Atalaya dans le département d'Ucayali ; le reste de ce département étant géré par les vicariats apostoliques de Puerto Maldonado et San Ramón. Il a aussi sous sa juridiction la province de Puerto Inca du département de Huánuco, l'autre partie de ce département est dans les diocèses de Huánuco et Huarí.
Son territoire est d'une superficie de 52 168 km2 divisé en 38 paroisses. L'évêché est à Pucallpa où se trouve la cathédrale de l'Immaculée Conception.

## Histoire
La préfecture apostolique de San Francisco d'Ucayali est érigée le 5 février 1900 par le décret Cum interior de la congrégation pour la propagation de la foi en prenant sur les territoires des diocèses d'Huamanga (aujourd'hui archidiocèse d'Ayacucho), de Huánuco et de Chachapoyas. Elle est élevée au rang de vicariat apostolique par la lettre apostolique Supremi apostolatus du 14 juillet 1925 émise par le pape Pie XI.
Le vicariat d'Ucayali est supprimé par la constitution apostolique Cum petierit du 2 mars 1956 et son territoire divisé entre les trois nouveaux vicariats apostoliques de Pucallpa, San Ramón et Requena. La mission de Pucallpa est confiée à la société des Missions-Étrangères du Québecpuis aux salésiens.

## Évêques
- Joseph Gustave Roland Prévost Godard, P.M.E (11 novembre 1956 - 23 octobre 1989)
- Juan Luis Martin Buisson, P.M.E (23 octobre 1989 - 8 septembre 2008)
- Gaetano Galbusera Fumagalli, S.D.B (8 septembre 2008 - 31 juillet 2019)
- Augusto Martín Quijano Rodríguez, S.D.B (31 juillet 2019 - )